# 史拉斯基定理
在概率論，史拉斯基定理將實數列極限的若干代數性質推廣到隨機變量序列。
定理得名自尤金·史拉斯基。史拉斯基定理有時歸功於哈拉爾德·克拉梅爾。

## 敘述
設{\displaystyle (X_{n}),(Y_{n})}為隨機純量、向量或矩陣序列。若{\displaystyle (X_{n})}依分佈收斂至随机元素{\displaystyle X}，且{\displaystyle (Y_{n})}依概率收斂至常數{\displaystyle c}，則
- {\displaystyle (X_{n}+Y_{n})\ \xrightarrow {d} \ X+c;}
- {\displaystyle (X_{n}Y_{n})\ \xrightarrow {d} \ Xc;}
- {\displaystyle (X_{n}/Y_{n})\ \xrightarrow {d} \ X/c,}   若c可逆，

其中{\displaystyle {\xrightarrow {d}}}表示依分佈收斂。

### 說明
1. {\displaystyle (Y_{n})}趨向於常數的條件不能省略。假如允許趨向於非退化的隨機元，則定理不再成立。例如，設{\displaystyle X_{n}\sim {\rm {Uniform}}(0,1)}，{\displaystyle Y_{n}=-X_{n}}，則對所有{\displaystyle n}，皆有和{\displaystyle X_{n}+Y_{n}=0}。再者，{\displaystyle Y_{n}{\xrightarrow {d}}{\rm {Uniform}}(-1,0)}，但{\displaystyle X_{n}+Y_{n}}並不依分佈收斂至{\displaystyle X+Y}，其中{\displaystyle X\sim {\rm {Uniform}}(0,1)}，{\displaystyle Y\sim {\rm {Uniform}}(-1,0)}，{\displaystyle X}和{\displaystyle Y}獨立。[3]
2. 若將定理中，所有「依分佈收斂」改成「依概率收斂」，則結論仍然成立。

## 證明
引用以下引理：若{\displaystyle (X_{n})}依分佈收斂至{\displaystyle X}，且{\displaystyle (Y_{n})}依概率收斂至常數{\displaystyle c}，則聯合向量{\displaystyle (X_{n},Y_{n})}依分佈收斂到{\displaystyle (X,c)}。
現對上述依分佈的收斂使用連續映射定理。由{\displaystyle f(x,y)=x+y}，{\displaystyle g(x,y)=xy}，{\displaystyle h(x,y)=xy^{-1}}定義的函數{\displaystyle f,g,h}皆為連續函數（為使{\displaystyle h}連續，要求{\displaystyle y}可逆），故由連續映射定理，史拉斯基定理成立。

## 註
1. ↑  在Gut, Allan. . Springer-Verlag. 2005. ISBN 0-387-22833-0.，p.249的評注11.1中，此定理稱為克拉梅爾定理。